# ノルディック複合・ワールドカップ
ノルディック複合・ワールドカップ（ノルディックふくごう・ワールドカップ、The FIS Nordic combined World Cup）は国際スキー連盟が主催するノルディック複合のシーズンごとの大会である。11月から3月までに世界各地で十数試合を行い、各試合の入賞者に順位に応じた得点（ワールドカップポイント）を与えてその合計により年間王者（総合優勝）を決定する。1983/84年シーズンから始まった。
2000/01シーズンからスプリント種目部門が創設された。また、スキージャンプのジャンプ週間に倣ってドイツグランプリシリーズが2001/02シーズンより創設された。
ワールドカップ総合で首位に立つ選手は黄色のビブスをつけることが許されている。これはツール・ド・フランスに倣ったものである。
一つ格下のシリーズとしてこれはスキージャンプのコンチネンタルカップに相当するワールドカップBも行われていたが、2007/08シーズンよりコンチネンタルカップと変わった。
2020/21シーズンから女子のワールドカップが開始した。

## ワールドカップポイント
各試合の入賞者には順位に応じた得点（ワールドカップポイント、下表参照）が与えられ、その合計により年間王者（総合優勝）を決定する。
| 順位 | 1   | 2   | 3   | 4   | 5  | 6  | 7  | 8  | 9  | 10 | 11 | 12 | 13 | 14 | 15 | 16 | 17 | 18 | 19 | 20 | 21 | 22 | 23 | 24 | 25 | 26 | 27 | 28 | 29 | 30 |
| 個人 | 100 | 80  | 60  | 50  | 45 | 40 | 36 | 32 | 29 | 26 | 24 | 22 | 20 | 18 | 16 | 15 | 14 | 13 | 12 | 11 | 10 | 9  | 8  | 7  | 6  | 5  | 4  | 3  | 2  | 1  |
| 団体 | 200 | 150 | 130 | 110 | 90 | 70 | 60 | 50 | 40 | 30 | 25 | 20 | 15 | 10 | 5  | –  | –  | –  | –  | –  | –  | –  | –  | –  | –  | –  | –  | –  | –  | –  |

## 記録

### シーズン総合トップ3
| シーズン | 総合優勝                                    | 2位                                       | 3位                                         | スプリント優勝                            | 備考             |
| 1983/84  | トム・サントベルク · ノルウェー             | ウーヴェ・ドーツァー 東ドイツ             | ガイル・アンデシェン · ノルウェー           | –                                         | FIS 1984 OVERALL |
| 1984/85  | ガイル・アンデシェン · ノルウェー           | ヘルマン・ヴァインブーフ 西ドイツ         | フーベルト・シュワルツ 西ドイツ             | –                                         | FIS 1985 OVERALL |
| 1985/86  | ヘルマン・ヴァインブーフ 西ドイツ           | トーマス・ミュラー 西ドイツ               | ガイル・アンデシェン · ノルウェー           | –                                         | FIS 1986 OVERALL |
| 1986/87  | トールビョルン・ロッケン · ノルウェー       | ヘルマン・ヴァインブーフ 西ドイツ         | ヒッポリト・ケンプ スイス                   | –                                         | FIS 1987 OVERALL |
| 1987/88  | クラウス・ズルツェンバッハ · オーストリア   | トールビョルン・ロッケン · ノルウェー     | アンドレアス・シャード スイス               | –                                         | FIS 1988 OVERALL |
| 1988/89  | トロント＝アルネ・ブレーデセン · ノルウェー | クラウス・ズルツェンバッハ · オーストリア | ヒッポリト・ケンプ スイス                   | –                                         | FIS 1989 OVERALL |
| 1989/90  | クラウス・ズルツェンバッハ · オーストリア   | アラール・レバンディ ソビエト連邦         | クヌート・トーレ・アペラン · ノルウェー     | –                                         | FIS 1990 OVERALL |
| 1990/91  | フレッド・ボーレ・ルンベルク · ノルウェー   | クラウス・ズルツェンバッハ · オーストリア | トロント＝アイナル・エルデン · ノルウェー   | –                                         | FIS 1991 OVERALL |
| 1991/92  | ファブリス・ギー フランス                   | クラウス・ズルツェンバッハ · オーストリア | フレッド・ボーレ・ルンベルク · ノルウェー   | –                                         | FIS 1992 OVERALL |
| 1992/93  | 荻原健司 日本                               | フレッド・ボーレ・ルンベルク · ノルウェー | 河野孝典 日本                               | –                                         | FIS 1993 OVERALL |
| 1993/94  | 荻原健司 日本                               | 河野孝典 日本                             | フレッド・ボーレ・ルンベルク · ノルウェー   | –                                         | FIS 1994 OVERALL |
| 1994/95  | 荻原健司 日本                               | ビャルテ・エンゲン・ビーク · ノルウェー   | クヌート・トーレ・アペラン · ノルウェー     | –                                         | FIS 1995 OVERALL |
| 1995/96  | クヌート・トーレ・アペラン · ノルウェー     | 荻原健司 日本                             | ヤリ・マンティラ · フィンランド             | –                                         | FIS 1996 OVERALL |
| 1996/97  | サンパ・ラユネン · フィンランド             | ヤリ・マンティラ · フィンランド           | ビャルテ・エンゲン・ビーク · ノルウェー     | –                                         | FIS 1997 OVERALL |
| 1997/98  | ビャルテ・エンゲン・ビーク · ノルウェー     | マリオ・シュテヒャー · オーストリア       | フェリックス・ゴットワルト · オーストリア   | –                                         | FIS 1998 OVERALL |
| 1998/99  | ビャルテ・エンゲン・ビーク · ノルウェー     | ハンヌ・マンニネン · フィンランド         | ラディスラフ・リグル · チェコ               | –                                         | FIS 1999 OVERALL |
| 1999/00  | サンパ・ラユネン · フィンランド             | ビャルテ・エンゲン・ビーク · ノルウェー   | ラディスラフ・リグル · チェコ               | –                                         | FIS 2000 OVERALL |
| 2000/01  | フェリックス・ゴットワルト · オーストリア   | ロニー・アッカーマン ドイツ               | ビャルテ・エンゲン・ビーク · ノルウェー     | フェリックス・ゴットワルト · オーストリア | FIS 2001 OVERALL |
| 2001/02  | ロニー・アッカーマン ドイツ                 | フェリックス・ゴットワルト · オーストリア | サンパ・ラユネン · フィンランド             | ロニー・アッカーマン ドイツ               | FIS 2002 OVERALL |
| 2002/03  | ロニー・アッカーマン ドイツ                 | フェリックス・ゴットワルト · オーストリア | ビョルン・キルヒアイゼン ドイツ             | ロニー・アッカーマン ドイツ               | FIS 2003 OVERALL |
| 2003/04  | ハンヌ・マンニネン · フィンランド           | ロニー・アッカーマン ドイツ               | サンパ・ラユネン · フィンランド             | ハンヌ・マンニネン · フィンランド         | FIS 2004 OVERALL |
| 2004/05  | ハンヌ・マンニネン · フィンランド           | ロニー・アッカーマン ドイツ               | フェリックス・ゴットワルト · オーストリア   | ハンヌ・マンニネン · フィンランド         | FIS 2005 OVERALL |
| 2005/06  | ハンヌ・マンニネン · フィンランド           | マグヌス・モーアン · ノルウェー           | ビョルン・キルヒアイゼン ドイツ             | ハンヌ・マンニネン · フィンランド         | FIS 2006 OVERALL |
| 2006/07  | ハンヌ・マンニネン · フィンランド           | ジャゾン・ラミー＝シャプイ フランス       | マグヌス・モーアン · ノルウェー             | ジャゾン・ラミー＝シャプイ フランス       | FIS 2007 OVERALL |
| 2007/08  | ロニー・アッカーマン ドイツ                 | ペッテル・タンデ · ノルウェー             | ビル・デモン アメリカ合衆国                 | ロニー・アッカーマン ドイツ               | FIS 2008 OVERALL |
| 2008/09  | アンシ・コイブランタ · フィンランド         | マグヌス・モーアン · ノルウェー           | ビル・デモン アメリカ合衆国                 | –                                         | FIS 2009 OVERALL |
| 2009/10  | ジャゾン・ラミー＝シャプイ フランス         | フェリックス・ゴットワルト · オーストリア | マグヌス・モーアン · ノルウェー             | –                                         | FIS 2010 OVERALL |
| 2010/11  | ジャゾン・ラミー＝シャプイ フランス         | ミッコ・コクスリエン · ノルウェー         | フェリックス・ゴットワルト · オーストリア   | –                                         | FIS 2011 OVERALL |
| 2011/12  | ジャゾン・ラミー＝シャプイ フランス         | 渡部暁斗 日本                             | ミッコ・コクスリエン · ノルウェー           | –                                         | FIS 2012 OVERALL |
| 2012/13  | エリック・フレンツェル ドイツ               | ジャゾン・ラミー＝シャプイ フランス       | 渡部暁斗 日本                               | -                                         | FIS 2013 OVERALL |
| 2013/14  | エリック・フレンツェル ドイツ               | ヨハネス・ルゼック ドイツ                 | 渡部暁斗 日本                               | -                                         | FIS 2014 OVERALL |
| 2014/15  | エリック・フレンツェル ドイツ               | 渡部暁斗 日本                             | ヨハネス・ルゼック ドイツ                   | -                                         | FIS 2015 OVERALL |
| 2015/16  | エリック・フレンツェル ドイツ               | 渡部暁斗 日本                             | ファビアン・リースレ ドイツ                 | -                                         | FIS 2016 OVERALL |
| 2016/17  | エリック・フレンツェル ドイツ               | ヨハネス・ルゼック ドイツ                 | 渡部暁斗 日本                               | -                                         | FIS 2017 OVERALL |
| 2017/18  | 渡部暁斗 日本                               | ヤン・シュミッド · ノルウェー             | ファビアン・リースレ ドイツ                 | -                                         | FIS 2018 OVERALL |
| 2018/19  | ヤールマグヌス・リーベル · ノルウェー       | 渡部暁斗 日本                             | フランツ・ヨーゼフ・レアール · オーストリア | -                                         |                  |
| 2019/20  | ヤールマグヌス・リーベル · ノルウェー       | ヨルゲン・グローバク · ノルウェー         | ビンツェンツ・ガイガー ドイツ               | -                                         |                  |
| 2020/21  | ヤールマグヌス・リーベル · ノルウェー       | ビンツェンツ・ガイガー ドイツ             | 渡部暁斗 日本                               | -                                         |                  |
| 2021/22  | ヤールマグヌス・リーベル · ノルウェー       | ヨハネス・ランパルター · オーストリア     | ビンツェンツ・ガイガー ドイツ               | -                                         | [ 1 ]            |

### ワールドカップ通算勝利
2021-2022シーズン終了時点
- ワールドカップ勝利数ランキング

| ランク | 名前                       | 国籍         | 勝利数 |
| ------ | -------------------------- | ------------ | ------ |
| 1.     | ヤール・マグヌス・リーベル | ノルウェー   | 49     |
| 2.     | ハンヌ・マンニネン         | フィンランド | 48     |
| 3.     | エリック・フレンツェル     | ドイツ       | 43     |
| 4.     | ロニー・アッカーマン       | ドイツ       | 28     |
| 5.     | ビャルテ・エンゲン・ビーク | ノルウェー   | 26     |
| 5.     | ジャゾン・ラミー＝シャプイ | フランス     | 26     |
| 7.     | マグヌス・モーアン         | ノルウェー   | 25     |
| 8.     | フェリックス・ゴットワルト | オーストリア | 23     |
| 9.     | サンパ・ラユネン           | フィンランド | 20     |
| 10.    | 荻原健司                   | 日本         | 19     |
| 10.    | 渡部暁斗                   | 日本         | 19     |
| 12.    | ビョルン・キルヒアイゼン   | ドイツ       | 17     |
| 12.    | ヨハネス・ルゼック         | ドイツ       | 17     |
| 14.    | クラウス・ズルツェンバッハ | オーストリア | 14     |
| 15.    | マリオ・シュテヒャー       | オーストリア | 12     |

### 女子シーズン総合トップ3
| シーズン | 総合優勝                                     | 2位                                          | 3位                         | 備考  |
| -------- | -------------------------------------------- | -------------------------------------------- | --------------------------- | ----- |
| 2020/21  | タラ・ゲラティ=モーツ アメリカ合衆国         | ガイダ・ウェストボルト=ハンセン · ノルウェー | 中村安寿 日本               |       |
| 2021/22  | ガイダ・ウェストボルト=ハンセン · ノルウェー | イダ・マリエ・ハーゲン · ノルウェー          | エマ・ボラブセク スロベニア | [ 2 ] |

※2020/21年シーズンは新型コロナウイルス感染症蔓延のため1試合のみ実施

### 女子ワールドカップ通算勝利
2021-2022シーズン終了時点
- 女子ワールドカップ勝利数ランキング

| ランク | 名前                            | 国籍           | 勝利数 |
| ------ | ------------------------------- | -------------- | ------ |
| 1.     | ガイダ・ウェストボルト=ハンセン | ノルウェー     | 7      |
| 2.     | タラ・ゲラティ=モーツ           | アメリカ合衆国 | 1      |
| 2.     | 中村安寿                        | 日本           | 1      |

## ドイツグランプリシリーズ
Warsteiner Grand Prix Germany
| シーズン | 開催地                                          | 総合優勝                                  | 2位                               | 3位                                       |
| -------- | ----------------------------------------------- | ----------------------------------------- | --------------------------------- | ----------------------------------------- |
| 2001/02  | オーベルヴィーゼンタル, Reit im Winkl, Schonach | フェリックス・ゴットワルト · オーストリア | ロニー・アッカーマン ドイツ       | サンパ・ラユネン · フィンランド           |
| 2002/03  | オーベルホフ                                    | フェリックス・ゴットワルト · オーストリア | ロニー・アッカーマン ドイツ       | マリオ・シュテヒャー · オーストリア       |
| 2003/04  | オーベルホフ, Reit im Winkl, Schonach           | トッド・ロドウィック アメリカ合衆国       | ロニー・アッカーマン ドイツ       | サンパ・ラユネン · フィンランド           |
| 2004/05  | オーベルホフ, Ruhpolding, Schonach              | ハンヌ・マンニネン · フィンランド         | ロニー・アッカーマン ドイツ       | フェリックス・ゴットワルト · オーストリア |
| 2005/06  | オーベルホフ, Ruhpolding, Schonach              | ハンヌ・マンニネン · フィンランド         | ロニー・アッカーマン ドイツ       | フェリックス・ゴットワルト · オーストリア |
| 2006/07  | Ruhpolding, Ruhpolding*, オーベルストドルフ     | ハンヌ・マンニネン · フィンランド         | ゼバスティアン・ハーゼナイ ドイツ | フェリックス・ゴットワルト · オーストリア |

* = 団体戦での順位による得点を個人に割り振った
- フランス

## 主な開催地
- ドイツ
  - オーベルホフ, DKB-Ski-Arena Oberhof
  - Ruhpolding, Chiemgau-Arena
  - ショーナッハ
  - クリンゲンタール, Vogtland Arena
- オーストリア
  - ラムサウ
  - ゼーフェルト
- フィンランド
  - クーサモ
  - ラハティ
- ノルウェー
  - トロンハイム
  - オスロ, ホルメンコーレン
- フランス
  - Chaux-Neuve
- チェコ
  - ハラコフ
- ポーランド
  - ザコパネ
- イタリア
  - ヴァル・ディ・フィエンメ